# Lingue caucasiche nordoccidentali
Le lingue caucasiche nord-occidentali, note anche come abcaso-adighezie o talvolta pontiche (in contrasto con le lingue caspiche, cioè le lingue caucasiche nordorientali), sono un gruppo di lingue parlate nella regione del Caucaso, principalmente in Russia (Adighezia, Cabardino-Balcaria, Karačaj-Circassia), nel territorio conteso di Abcasia, e nella Turchia, con comunità minori sparse per il Medio Oriente.

## Caratteristiche principali

### Fonetica
L'intera famiglia è caratterizzata da una scarsità di fonemi vocalici (due o tre, in base all'analisi che viene fatta) e da un ricco sistema consonantico che include molte forme di articolazione secondaria. La lingua ubykh (Ubyx), per esempio, possiede sia un numero minimo di vocali (due), e probabilmente, se si esclude l'Africa Meridionale, l'inventario di consonanti più grande.
Le ricostruzioni linguistiche fanno pensare che sia la ricchezza del sistema consonantico che la penuria di sistemi vocalici possano essere dovute a un processo storico, a causa del quale le caratteristiche vocali come labializzazione e palatalizzazione venivano trasferite alle consonanti adiacenti. Per esempio, l'ancestrale */ki/ può essere diventato /kʲə/ e */kuː/ magari trasformato in /kːʷə/, perdendo le vecchie vocali */i/ e */u/ e la lunghezza (quantità) vocalica, ma guadagnando le nuove consonanti /kʷ/, /kʲ/, e le consonanti "forti". Il linguista John Colarusso ha inoltre postulato che alcuni casi di questo fenomeno possano anche essere dovuti al livellamento di un antico sistema prefissale di classe grammaticale (così */w-ka/ può essersi trasformato in /kʷa/), in base a coppie come l'ubykh /ɡʲə/ vs. cabardico e ebcasico /ɡʷə/ cuore.

### Grammatica
Le lingue caucasiche nord-occidentali hanno sistemi sostantivali piuttosto semplici, che evidenziano soltanto una manciata di casi al massimo, insieme a sistemi verbali altamente agglutinanti così complessi che virtualmente l'intera struttura sintattica della frase è contenuta nel verbo. Essi generalmente non permettono in una frase più di un verbo finito, precludendo l'esistenza di proposizioni subordinate nel senso indoeuropeo; funzioni equivalenti sono ottenute da insiemi estesi di forme verbali infinite nominali e participiali (sebbene l'abcasico sembra stia sviluppando proposizioni subordinate limitate, forse sotto l'influenza russa).

## Classificazione
Ci sono cinque lingue riconosciute incluse nella famiglia caucasica nord-occidentale: abcaso, abazo, cabardo o circasso orientale, adighe o circasso occidentale, e ubykh. Esse sono classificate come segue:
- Dialetti abcaso-abazi
  - Lingua abaza [codice ISO 639-3 abq] (45.000 parlanti)
  - Lingua abcasa [abk] (110.000)
- Dialetti circassi (cherkess)
  - Lingua adighè [ady] (500.000)
  - Lingua cabarda [kbd] (1.000.000)
- Lingua ubykh [uby] (estinta)

### Continuum dialettale circasso
Il circasso (o cherkess) è un termine definente una serie di dialetti che includono le lingue letterarie delle popolazioni adyghe e cabarda.

#### Adighè (adyghe)
La lingua adighè (adyghe, adyge, adyg) è una delle lingue caucasiche nord-occidentali più estesamente parlate, con circa 500.000 parlanti sparsi per tutta la Russia e il Medio Oriente: 280.000 in Turchia, 125.000 in Russia, dove è la lingua ufficiale nella Repubblica di Adighezia; 45.000 in Giordania, 25.000 in Siria, e 20.000 in Iraq. C'è anche una piccola comunità negli Stati Uniti. Vengono riconosciuti quattro dialetti principali: temirgoy, abdzakh, bzhedugh e shapsegh, come pure molti altri minori come il dialetto turco hakuchi parlato dagli ultimi ubykh. L'adighè possiede tre fonemi vocalici, e le sue consonanti e i gruppi consonantici sono meno complessi di quelli dei dialetti abcazo-abazi.

#### Cabardo
Il cabardo ha più di un milione di parlanti: 550.000 in Turchia e 450.000 in Russia, dove è una lingua ufficiale delle repubbliche di Cabardino-Balcaria e Karačaj-Circassia. Possiede inoltre il minor numero di consonanti (48) rispetto ad ogni altra lingua caucasica nord-occidentale, incluse alcune consonanti fricative eiettive piuttosto insolite e un piccolo numero di vocali. I suoi dialetti maggiori sono due, chiamati cabardo e circasso; il cabardo stesso ha diversi dialetti, incluso il terek, il letterario standard, e il besleney, che è mutuamente intelligibile sia con il terek che con l'adighè.

### Continuum dialettale abcaso-abazo

#### Lingua abcasa (abxaz)
La lingua abcasa (abxaz) ha 100.000 parlanti in Abcasia (una repubblica de facto indipendente, ma de jure un'entità autonoma nella Georgia), dove l'abcaso è la lingua ufficiale, e un numero sconosciuto di parlanti in Turchia. È stata una lingua letteraria dall'inizio del XX secolo. Si può dire che l'abcaso e l'abazo siano dialetti della stessa lingua, ma ognuno conserva fonemi che l'altro ha perso. L'abcaso è caratterizzato da insoliti gruppi consonantici ed possiede uno dei più piccoli inventari vocalici al mondo: soltanto due distinte vocali: una aperta /a/ e una media /ə/. Vicino alle consonanti palatalizzate o labializzate, /a/ viene realizzata come [e] od [o], e /ə/ come [i] o [u]. Ci sono tre dialetti maggiori: l'abzhuy e il bzyp in Abcasia e sadz in Turchia.

#### Lingua abaza
La lingua abaza ha quasi 45.000 parlanti, 35.000 in Russia e 10.000 in Turchia. È una lingua letteraria, ma non è ufficiale in nessun luogo e condivide con l'abcaso la particolarità di avere appena due vocali fonemiche. L'abazo è fonologicamente più complesso dell'abcaso, ed è caratterizzato da una grande quantità di gruppi consonantici, simili a quelli che possono essere trovati nel georgiano. Ci sono tre dialetti maggiori: t'ap'anta, ashkhar e bezshagh. Alcuni sono mutualmente intelligibili in modo parziale con l'abcaso.

### Lingua ubykh (ubyx)
La lingua ubykh (ubyx) è più strettamente correlata all'abcaso e all'abazo rispetto all'adyghe e al cabardo. La popolazione finì per parlare l'adyghe, e l'ubykh si è estinto il 7 ottobre 1992, con la morte del suo ultimo parlante, l'esule circasso Tevfik Esenç. Una divisione dialettale dell'ubykh venne intuita da Georges Dumézil, ma la forma divergente che egli descrisse nel 1965 non venne mai analizzata ulteriormente. Con 81 consonanti, l'ubykh possiede uno dei più grandi inventari consonantici al mondo, e probabilmente il più grande dopo le lingue khoisan. Ci sono consonanti faringealizzate e quattro luoghi di articolazione per le sibilanti. È la sola lingua caucasica nord-occidentale che non ha una forma letteraria.

## Relazione con altre famiglie linguistiche
Un numero di fattori rende problematica la ricostruzione della proto-lingua caucasica nord-occidentale:
- la maggior parte delle radici nelle lingue caucasiche nord-occidentali sono costituite da monosillabi, e molte di esse da singole consonanti;
- i mutamenti fonetici sono spesso intricati, e un gran numero di consonanti e i contrasti delle sibilanti forniscono ulteriore complessità;
- L'apofonia era una volta estesa e ancora oggi gioca un po' la sua parte nelle lingue moderne;
- I prestiti fra le lingue della famiglia sono frequenti;
- Nelle lingue moderne si verifica estesamente l'omofonia.

Per queste ragioni, il proto-caucasico nord-occidentale viene ampiamente riconosciuto come una delle più difficili proto-lingue da trattare, e perciò maggiormente difficile da relazionare alle altre famiglie.

### Collegamenti con l'hattico
Fino al 1800 a.C., la regione dell'Anatolia intorno ad Ḫattuša (attuale Boğazkale), che più tardi venne ad essere occupata dagli ittiti, fu la patria di un popolo più antico, convenzionalmente chiamato Hatti, che parlava una lingua (scarsamente nota) non-indoeuropea e non correlata all'ittita. Questa lingua hatti isolata ed estinta sembra avere qualche a affinità con le lingue caucasiche nord-occidentali . È stato proposto  il nome hetto-iberico per una superfamiglia che comprende la caucasica nord-occidentale e l'hatti.

### Collegamenti con l'indoeuropeo
È stato ipotizzato che le lingue caucasiche nord-occidentali possano essere geneticamente relazionate alla famiglia indoeuropea, forse a una distanza temporale di circa 12.000 anni BP, andando a formare la famiglia delle lingue proto-pontiche. Tuttavia, questa ipotesi non è ampiamente accettata.
Sembra esserci stato almeno un contatto esteso tra le due proto-lingue, e le somiglianze possono essere dovute a questa influenza.

### Famiglia nord-caucasica
Molti linguisti raggruppano le lingue caucasiche nord-orientali e settentrionali in una famiglia, talvolta chiamata semplicemente caucasica, in contrasto con la cartvelica (caucasica meridionale), che si pensa non sia correlata, quantunque fortemente influenzata dalle loro vicine settentrionali. Questa ipotesi è forse stata meglio illustrata da Sergej A. Starostin e Sergej Nikolaev, i quali presentano una quantità di corrispondenze fonologiche e strutture morfologiche condivise. Tuttavia, non c'è nessun consenso riguardo al fatto che la relazione sia stata dimostrata, e molti considerano che le corrispondenze siano spurie per le ragioni menzionate sopra. (Vedi i sottostanti Collegamenti esterni).

### Collegamenti a un livello maggiore
Alcuni linguisti hanno proposto anche relazioni più ampie, tra cui l'ipotesi denecaucasica è forse la più popolare. La denecaucasica collega le famiglie caucasica settentrionale (inclusa la caucasica nordoccidentale), basco, burushaski, ienisseiana, sino-tibetana e na dene. Tuttavia, questa è un'ipotesi ancora più incerta di quella nostratica, che tenta di relazionare indoeuropeo, uralico, cartvelico, altaico, ecc., e che è largamente considerata poco espansiva.
Un'ulteriore ipotesi è quella che venne proposto dal linguista georgiano Arnold Čikobava, che definisce una famiglia detta ibero-caucasica, con lo scopo di unire le tre famiglie linguistiche specifiche della regione del Caucaso: Cartveliche, Caucasiche nordorientali e Caucasiche nordoccidentali. Questa ipotesi, inizialmente osteggiata, è stata recentemente rivalutata.